# Munter hitch

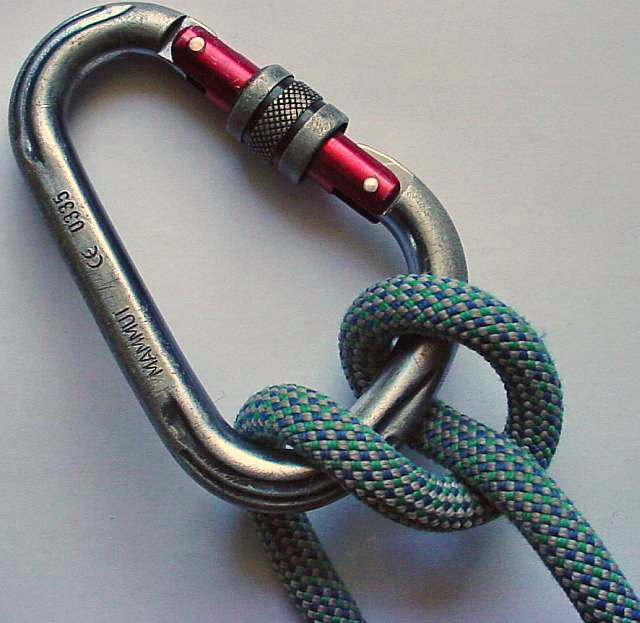

El nudo medio ballestrinque, también conocido como "nudo dinámico", "nudo U.I.A.A." o, cada vez más comúnmente, "nudo HMS", es un nudo muy simple, comúnmente usado por escaladores como parte de una línea de vida o sistema de aseguramiento.
Las siglas HMS son una abreviatura del término alemán Halbmastwurfsicherung, que significa "aseguramiento de medio ballestrinque". A los mosquetones diseñados específicamente para esta técnica se les llama mosquetones HMS, aunque puede utilizarse cualquier tipo de mosquetón que permita dar dos vueltas a una cuerda en su interior.
En inglés a este nudo se le llama Munter hitch o Italian hitch. La denominación Munter hitch ("amarre de Munter") debe su nombre a un guía de montaña suizo, Werner Munter, que popularizó su uso en montañismo.
La confección del nudo consiste básicamente en dar una serie de vueltas con un cordino o una cuerda alrededor de un objeto, generalmente uno redondo como un tubo, un poste o más comúnmente, un mosquetón. Este nudo permite hacer deslizar una cuerda por un mosquetón, absorbiendo parte de la energía y actuando como un dispositivo de fricción. Se usa generalmente para controlar la velocidad de descenso al asegurar a un escalador o como sustituto de un aparato descensor para rápel.

## Cómo funciona
El medio ballestrinque crea fricción al frotarse la cuerda contra sí misma y contra el objeto sobre el que se ha confeccionado. Debe señalarse que este nudo no provoca fricción estática, esto es: localizada en un punto, en parte alguna de la cuerda, ya que ésta está en movimiento y el punto en el que la cuerda roza contra sí misma se desplaza continuamente a lo largo de toda su longitud. Un aspecto muy útil del medio ballestrinque es su reversibilidad: se puede tirar de cualquier extremo de la cuerda y el nudo trabaja perfectamente en cualquiera de los dos sentidos.